# Giacomo Quarenghi
Giacomo Quarenghi (prononcé : [ˈdʒaːkomo kwaˈreŋɡi]), né le 20 septembre 1744 à Rota Imagna, petit village près de Bergame (Italie) et mort le 18 février 1817 à Saint-Pétersbourg, est un architecte italien de la seconde moitié du XVIIIe et du début du XIXe siècle, qui fut l'un des principaux architectes classique de la ville de Saint-Pétersbourg. 

## Biographie

### Premières années
Giacomo Quarenghi fut l'élève à Rome de Anton Raphael Mengs, puis il étudia l'architecture. Il construisit à Vienne la salle à manger du palais de l'archiduc de Modène. À l'âge de trente-cinq ans, il partit pour la Russie, à la Cour de Catherine la Grande.

### Carrière en Russie
Il construisit d'abord la banque d'État à Saint-Pétersbourg, puis le théâtre de l'Ermitage et le joli arc reliant celui-ci à l'ancien Ermitage, au-dessus du canal donnant dans la Néva.
On construisit aussi d'après ses dessins le clocher de l'église Saint-Vladimir (1783-1791). Son style deviendra l'exemple le plus pur du classicisme russe, avec frontons et colonnades à la grecque. Il est également l'auteur de l'église Sainte-Marie-Madeleine de Pavlovsk (1781-1784).
Il établit également les plans initiaux du nouveau Gostiny dvor (La Maison des Hôtes), complexe commercial bâti à deux pas du Kremlin de Moscou, sous les mandats du maire Mikhaïl Goubine.
Paul Ier le nomma architecte de la cour et lui commanda le palais de sa maîtresse, la princesse Lopoukhine, situé sur le quai du Palais. Ensuite, il construisit à Tsarskoïe Selo le palais Alexandre qui sera plus tard la résidence principale de Nicolas II.
Le tsar Alexandre lui commanda l'imposant bâtiment jaune de l'Institut Smolny, réservé à l'enseignement des jeunes filles de la noblesse, aujourd'hui siège de la municipalité, qui se trouva alors relié au couvent Smolny, construit dans le style baroque par Rastrelli.
On construisit ensuite d'après ses plans l'hôpital Marie (1806) pour les pauvres. Parmi ses derniers travaux, on peut citer le Palais anglais à Peterhof, le manège des Chevaliers-Gardes et le fameux arc de triomphe de Narva (1814).
Quarenghi était fort inspiré par les travaux du maître de la Renaissance italienne Palladio, faisant, du style palladien en Russie, l'architecture noble par excellence. Il fut nommé membre d'honneur de l'Académie impériale russe.

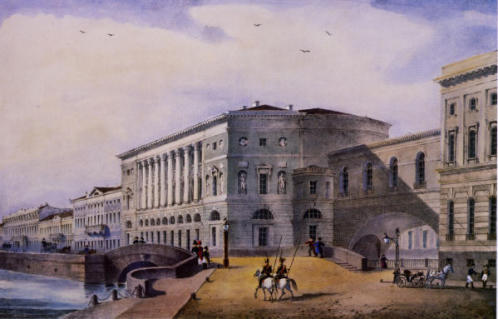
Le Théâtre de l'Ermitage.
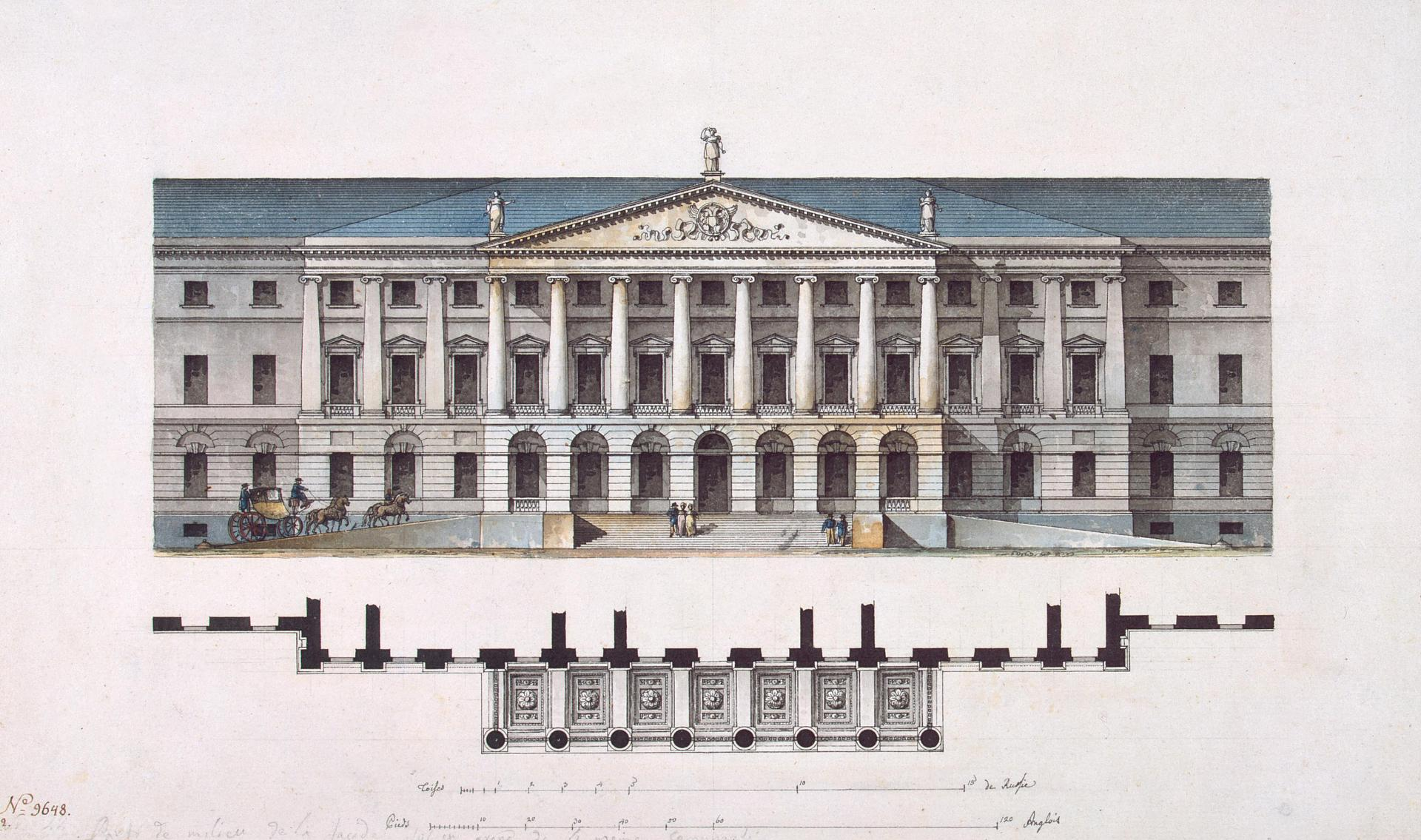
Façade de l'Institut Smolny.
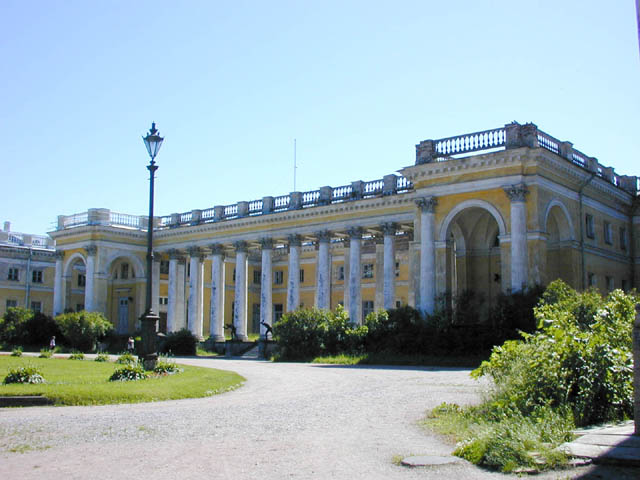
Colonnade du palais Alexandre à Tsarkoïe Selo.